# Running Water (Dakota del Sud)
Running Water è un census-designated place (CDP) degli Stati Uniti d'America della contea di Bon Homme nello Stato del Dakota del Sud. La popolazione era di 36 abitanti al censimento del 2010.
Il nome della comunità di Running Water deriva da un ex nome variante del vicino fiume Niobrara.

## Geografia fisica
Secondo lo United States Census Bureau, il CDP ha una superficie totale di 5,42 km², dei quali 5,42 km² di territorio e 0 km² di acque interne (0% del totale).

## Società

### Evoluzione demografica
Secondo il censimento del 2010, la popolazione era di 36 abitanti.

### Etnie e minoranze straniere
Secondo il censimento del 2010, la composizione etnica della città era formata dal 100% di bianchi, lo 0% di afroamericani, lo 0% di nativi americani, lo 0% di asiatici, lo 0% di oceanici, lo 0% di altre razze, e lo 0% di due o più etnie. Ispanici o latinos di qualunque razza erano lo 0% della popolazione.